# Staatliches Museum für Naturkunde Stuttgart

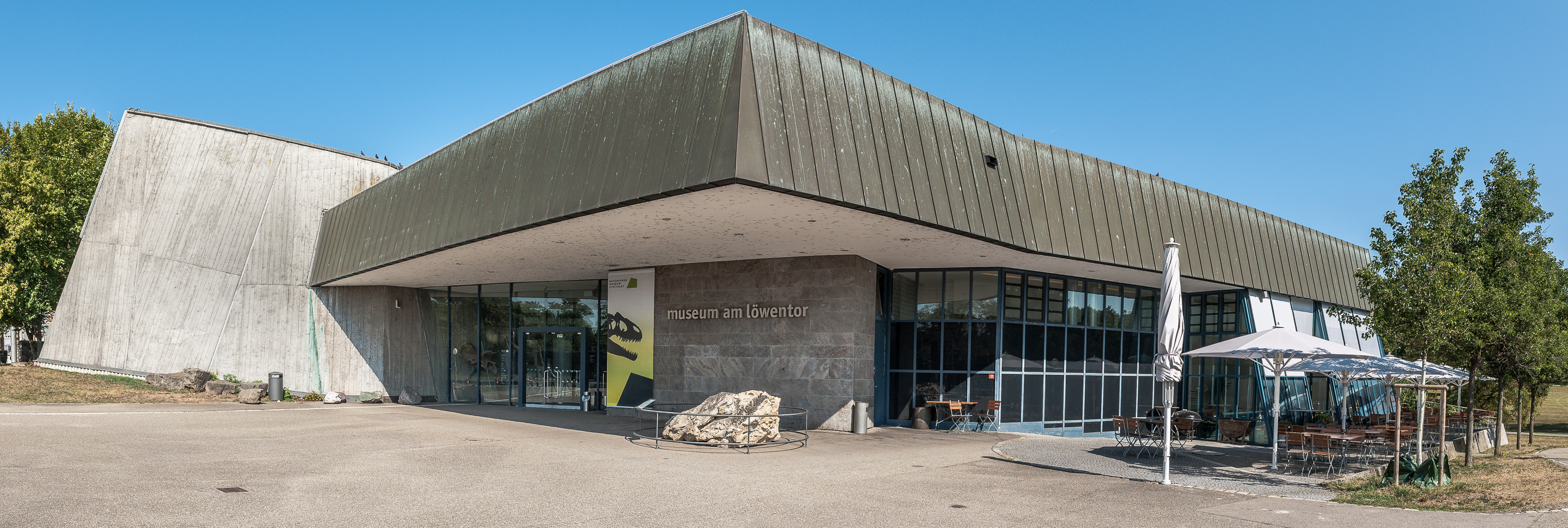
Museum am Löwentor (2018)

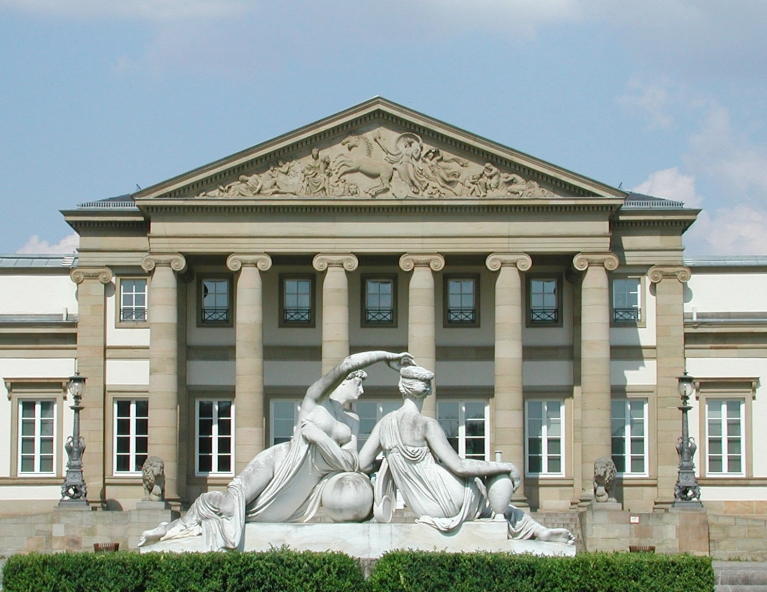
Schloss Rosenstein

Das Staatliche Museum für Naturkunde Stuttgart (SMNS) besteht aus zwei im Stuttgarter Rosensteinpark gelegenen Museen, die Ausstellungs- und Forschungstätigkeiten vereinigen. Während sich das Museum Schloss Rosenstein der Biologie widmet, liegt beim Museum am Löwentor der Fokus auf der Paläontologie und Geologie. Das Museumsgebäude wurde vom deutschen Architekten und Ingenieur Curt Siegel geplant.
Das Museum ist dem Ministerium für Wissenschaft, Forschung und Kunst Baden-Württemberg unterstellt.

## Geschichte
Das Museum ging 1950 aus der 1791 eingerichteten Naturaliensammlung der Herzöge von Württemberg hervor, diese wiederum aus der Kunst- und Wunderkammer der württembergischen Herzöge. Im Jahre 1817 erklärte König Wilhelm I. diese zur öffentlichen Sammlung des Staates. Dazu wurde 1822 der Grundstein zu einem Museumsbau in der Innenstadt gelegt. Ab 1854 arbeitete Oscar Fraas an der systematischen Erweiterung der geologischen, paläontologischen und mineralogischen Abteilungen im Königlichen Naturalienkabinett und ab 1894 sein Sohn Eberhard Fraas.
Im September 1944 brannte das Gebäude vollständig nieder. Der überwiegende Teil der Naturaliensammlung, der in den Jahren zuvor ausgelagert worden war, blieb aber erhalten. Dennoch gingen viele Typusexemplare aus den Sammlungen von Erstbeschreibern früherer Jahrzehnte verloren. Von 1950 bis 1955 wurde das ehemalige „königliche Landhaus“ Schloss Rosenstein zum Museum für die biologische Sammlung ausgebaut und 1956 der Öffentlichkeit übergeben. Mit dem von 1981 bis 1985 erbauten Museum am Löwentor wurde ein weiteres Museum für die paläontologische Sammlung geschaffen. Das Museum ist Mitglied und war am 24. September 2009 Mitgründer des Humboldt-Rings. Seit 2013 wird im Museum der seit 1985 bestehende Ernst-Jünger-Preis für Entomologie verliehen.
Direktoren
- 1959–1969: Ernst Schüz
- 1969–1994: Bernhard Ziegler
- 2002–2021: Johanna Eder[2]
- seit 2021: Lars Krogmann[3][4]

## Museen
In Stuttgart werden die folgenden beiden Museen und Forschungseinrichtungen unterhalten:
- Museum Schloss Rosenstein (Lage: 48° 48′ 1,9″ N, 9° 12′ 21,6″ O)
- Museum am Löwentor (Lage: 48° 48′ 19″ N, 9° 11′ 25″ O)

Darüber hinaus ist das Staatliche Museum für Naturkunde Stuttgart für die wissenschaftliche Betreuung folgender Museen in kommunaler Trägerschaft zuständig:
- Federseemuseum in Bad Buchau (Lage: 48° 4′ 11,7″ N, 9° 36′ 39,7″ O)
- Hohenloher Urweltmuseum in Waldenburg
- Meteorkratermuseum in Steinheim am Albuch (Lage: 48° 40′ 43,3″ N, 10° 4′ 13,8″ O)
- Museum Auberlehaus in Trossingen (Lage: 48° 4′ 37″ N, 8° 38′ 19″ O)
- Museum für Brückenbau und Urlurchfunde in Braunsbach-Geislingen
- Museum im Kräuterkasten in Albstadt-Ebingen
- Urmensch-Museum in Steinheim an der Murr (Lage: 48° 57′ 53,1″ N, 9° 16′ 45,5″ O)

## Forschung
Die naturwissenschaftlichen Sammlungen des Staatlichen Museums für Naturkunde Stuttgart bieten die Basis für geowissenschaftliche und biosystematische Forschung.

## Förderverein
Das Museum wird seit über 100 Jahren von der Gesellschaft zur Förderung des Naturkundemuseums Stuttgart e. V. gefördert, die am 6. Mai 1912 als Verein zur Förderung der Königlichen Naturaliensammlung gegründet wurde.